# Máté-passió

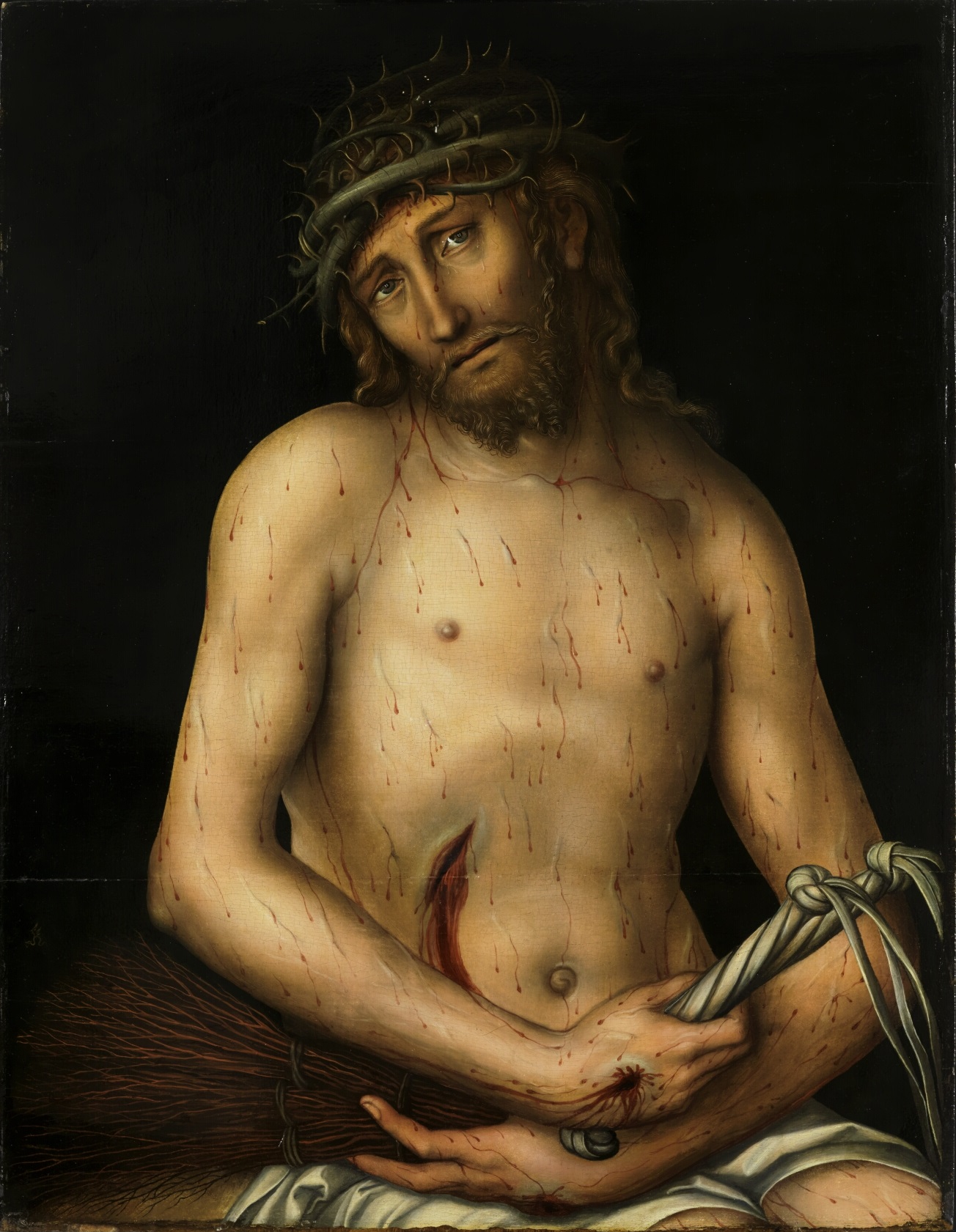
Krisztus mint a fájdalmak embere, id. Lucas Cranach alkotása (1515)

A Máté-passió (BWV 244) Johann Sebastian Bach szólistákra, kettős kórusra és zenekarra írott oratorikus passiója. A mű gerincét Jézus Krisztus szenvedésének és halálának Máté evangéliuma szerinti elbeszélése szolgáltatja. Ezt egészítik ki közbeékelt passió-korálok, valamint Picander nevelő célzatú, áhítatos költeményei szabad kórustételek és áriák formájában megzenésítve. A Máté-passió és a János-passió Bach egyedüli, teljességében fennmaradt, hiteles passiói. Közel három órás előadási idejével a Máté-passió Bach legterjedelmesebb műve, mely csúcspontot jelent a protestáns egyházzenében. Az ősbemutatóra 1727. április 11-én került sor a lipcsei Tamás-templomban. Bach halála után a mű feledésbe merült. 1829-ben a darab Felix Mendelssohn Bartholdy vezényletével újra megszólalt, és ez indította el a Bach-reneszánszot.

## A mű keletkezése és története

### Háttér

A 71. sz. recitativo kezdete (szerzői kézirat). A bibliai szöveget Bach piros tintával írta

A keresztény egyházközösség életében kezdettől fogva kiemelt szerep jut a bibliai passiótörténetnek, mivel Krisztus szenvedése és halála központi jelentőségű. Ezek a bibliai fejezetek az úrvacsora szertartásán és az egyházi év liturgiájában ünnepélyes előadásuk következtében kiemelt figyelmet kapnak. A különböző szerepek (Evangélista, Jézus, Poncius Pilátus és mások) szétosztásán alapuló dramatizálása valószínűleg már az 5. században megkezdődött. Heinrich Schütz különféle szólamokra osztotta ki ezeket a szereplőket, az embercsoportokat pedig, mint többszólamú kórust léptette fel. Dél-Németországban a 16. század vége felé alakult ki a hagyomány, melyben a passiótörténetet a közösség által énekelt korálok szakítják meg. Kórustételeket és áriákat, mint szabad, költői darabokat, a 17. század óta írnak hozzá.
A késő barokkban a passiótörténetet három különböző módon zenésítették meg: passiókantátaként, szabad átköltésű passió-oratóriumként és „oratorikus passióként”. Bach a János- és a Máté-passióval ez utóbbit választotta. Közel 100 évig (1669–1766) élt Lipcsében a hagyomány, hogy a passió szövegeket a reggeli istentisztelet alatt szertartásosan végigrecitálták úgy, hogy az evangéliumi szöveget a gregorián-ének módjára szólaltatták meg. Először az Új-templomban (Neue Kirche) engedélyezték a többszólamú éneklést („figuraliter”) 1717-ben, majd 1721-ben a Tamás-templom, 1724-ben a Miklós-templomban (St. Nikolai Kirche), majd pedig váltakozva a két főtemplomban. A passiózene a 14 órakor kezdődő négy–öt óra hosszat tartó délutáni istentisztelet keretében szerepelt, miután már 7-től 11 óráig lezajlott a reggeli istentisztelet. A mai előadói gyakorlattal szemben Bach passiói az istentiszteletek részét képezték, és nem tekintették koncert zenének.

### Ősbemutató

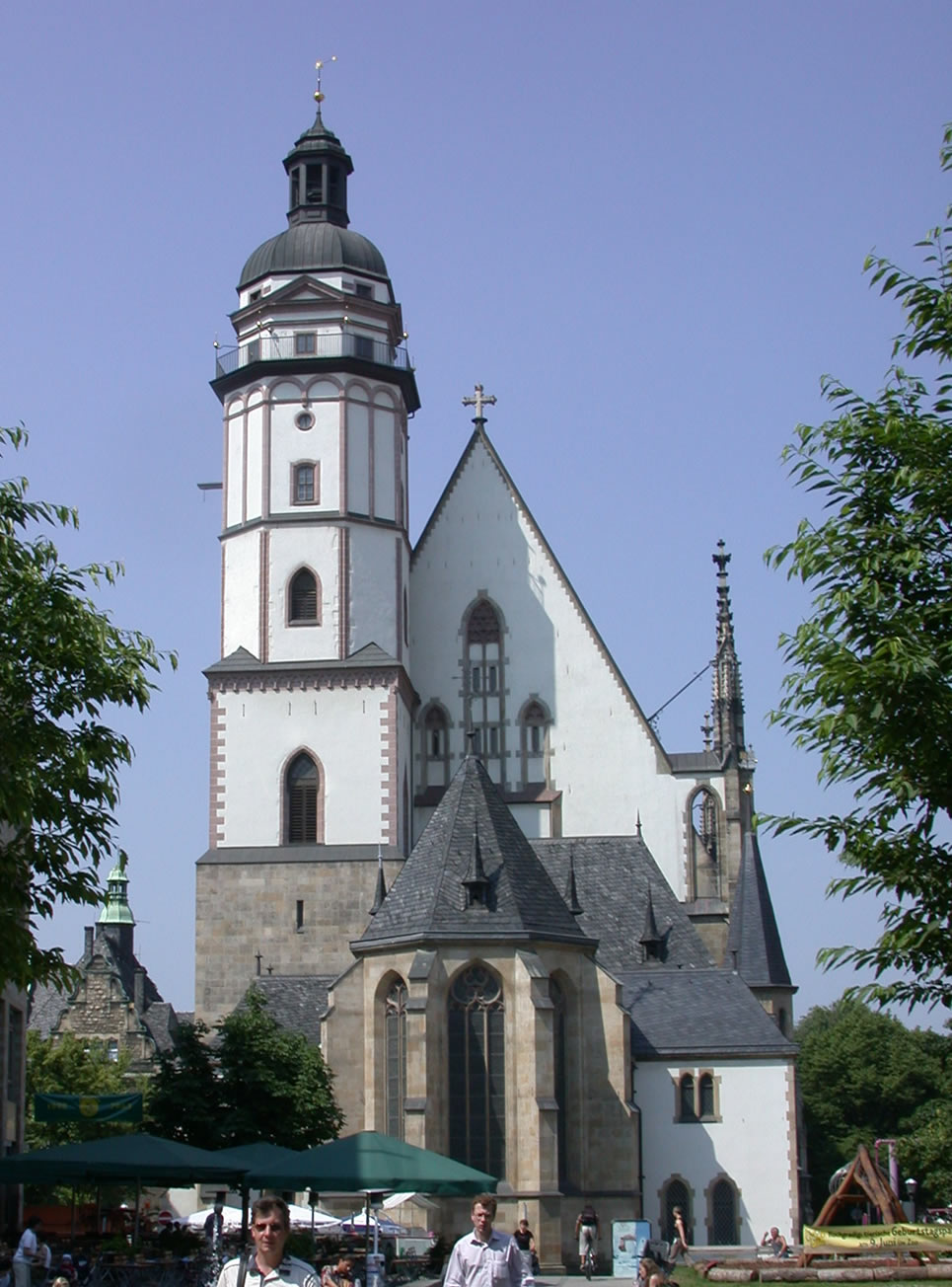
A lipcsei Tamás-templom, az 1727-es ősbemutató helyszíne

Amennyire egészen 1975-ig az 1729-es évet tartották a mű keletkezése időpontjának, olyannyira vitathatatlanná vált időközben, hogy a Máté-passió első előadására 1727. április 11-én, Nagypénteken került sor. Már Karl Friedrich Zelter is felvetette a kérdést egy kommentárban a Máté-passió 1829-es 100 éves jubileumi, Mendelssohn-féle előadásának kapcsán, „[…] valóban első volt-e ez az előadás? Az említett évből való régi templomi szövegből nem derül ki.” 1975-ben Joshua Rifkin mutatta ki, hogy az ősbemutatóra 1727-ben került sor, így az 1729-es nagypénteki előadáskor a passió már második alkalommal hangzott el. Ezenfelül a Máté-passiót 1736-ban, és feltételezhetően 1740-ben (vagy 1742-ben) is eljátszották átdolgozott változatban.
Az 1727-es dátummal világossá válik a kapcsolat az eltűnt, 2010-ben Alexander Ferdinand Grychtolik által rekonstruált Klagt, Kinder, klagt es aller Welt (BWV 244a) kantátával, a Lipót, anhalt-köthen-i fejedelem számára készült úgynevezett Köthener Trauermusikkal (azaz Kötheni gyászzenével). A fejedelmi gyászzene 1729. március 24-én került bemutatásra. A paródia eljárás alapjaként a Máté-passió szolgált, melyből Bach két kórustételt és hét áriát vett át. Így a széles körben elterjedt nézet, mely szerint Bach egyházi zenéjét sohasem használta fel paródia eljárással készült világi mű alapjaként, nem állja meg a helyét. Egy fejedelem gyászzenéje persze nem sorolható egyértelműen a világi zenéhez, mivel vegyíti a vallásos és világi elemeket. A gyászzene keletkezésével kapcsolatban gyakorlati okokra is gyanakodhatunk. Mivel a szöveget előzetesen még jóvá kellett hagyatni, a zenét pedig betanítani, Bachnak egyszerűen nem volt ideje egy teljesen új kompozíció megírására.
1723-ban Bach a városi tanáccsal szerződésben kötelezte magát, hogy olyan egyházzenéről gondoskodik, „mely nem túl hosszú és nem ölt operai jelleget (’opernhafftig’), hanem a hallgatót áhítatra buzdítja.” Miután Bach 1724-ben először, majd 1725-ben egy átdolgozott változatban is bemutatta János-passióját, 1726-ban Friedrich Nicolaus Brauns 1702-ben írt Márk-passióját vezényelte, melyet korálokkal egészített ki, és a lipcsei gyakorlathoz igazított. A Máté-passió a János-passiót majd egyharmadnyi plusz hosszával és kétkórusos szerkezetével is felülmúlja. Bár Bach életében néhányszor előadták, az egyházközség, Lipcse város és a helyi zeneszerető közönség semmiféle reakciójáról nem tudunk. A helyi sajtóban és a Bachhoz közelálló személyek feljegyzéseiben sem találunk utalást sem az előadásokra sem pedig a mű jelentőségére. Úgy tűnik, a művel a kortársak egyszerűen nem foglalkoztak.

### Változatok
A ma érvényesnek tekintett és a legtöbb előadás alapjául szolgáló műváltozat 1736-ból származik. Ez egy, az 1730-as évek második feléből származó tisztázatban maradt fönn, amelyet Bach legszebb és leggondosabb autográfjaként tartanak számon, s amely mutatja, milyen nagy jelentőséget tulajdonított munkájának Bach maga. Egyedülálló az ő esetében a bibliai szövegnél és az „O Lamm Gottes unschuldig” kezdőkorálnál alkalmazott vörös tinta szimbolikája. Carl Philipp Emanuel Bach örökölte apja halála után ezt és még számos más kéziratot, amelyek később Georg Poelchau magántulajdonába kerültek. A partitúra ma a berlini Staatsbibliothekhoz tartozik és legértékesebb eredeti kéziratukként tartják számon. Restaurálása, melyhez az úgynevezett Papierspaltverfahren technikát („papírhasítási eljárás”) alkalmazták, igen költséges és munkaigényes vállalkozásnak bizonyult.
A Máté passió 1729-es, korai változata (BWV 244b) egy csak mostanában tudományosan feldolgozott, Johann Christoph Farlautól származó partitúra másolatának felel meg, mely 1755–56 körül keletkezett. Ezt első ízben 2000 márciusában a Thomanerchor és a Gewandhaus zenekara Georg Christoph Biller, a Tamás templom karnagya vezénylete alatt adták elő Szapporóban, és 2007 márciusában készült belőle felvétel ugyanezzel az együttessel. A korai változatban Bach a kétkórusos felosztást – amely a hangszerekre is vonatkozik – még nem egészen vitte végig, ugyanis ebben a két kórus közös continuo szólamot használ egyetlen orgonával. Ezenkívül Altnikol az evangélista szólamának kíséretét még hosszú hangokkal írja – ahogyan azt Bach maga is teszi a partitúra későbbi változatában, miközben az egyes szólamokban rövidebb hangokat írt. Az mű első változatában a később 23. sz. korál „Ich will hier bei dir stehen” helyett az „Es dient zu meinen Freuden” strófa áll. A legkomolyabb változtatást Bach az első rész végén hajtotta végre: a nagyszabású „O Mensch, bewein dein Sünde groß” (35. sz.) korálfeldolgozás helyett, mely eredetileg a János passiót vezette be, a „Jesum lass ich nicht von mir” egyszerű korál hangzott el a Máté passió első változatában. Ezen kívül a passió majdnem minden tételében vannak eltérések, részben a zenében, a szövegaláhelyezésben vagy a hangszerelésben. Így például a második rész nyitóáriáját basszus énekli, a „Ja freilich will in uns das Fleisch und Blut”/„Komm, süßes Kreuz” arioso és áriában gamba helyett lant szerepel, amit második változatnak kell tartanunk, ugyanis a gambaszólamnak olyan jelentős átalakítására került sor, hogy aligha tekinthetjük a kiválasztott hangszerre jellemzőnek. A lant valószínűleg pótmegoldás volt, mivel nem állt rendelkezésre megfelelő gambajátékos. A nyitókórusban kérdéses, hogy a Bach által használt „O Lamm Gottes unschuldig” korál cantus firmust 1729-ben egyáltalán énekelték-e, mert itt a fafúvósokon is elhangzik hangszeres idézetként. Ezenkívül az „O Schmerz!” ariosóban a harántfuvola szólamát a későbbi változatban itt egyedül alkalmazott blockflöték játsszák.

### Fogadtatás

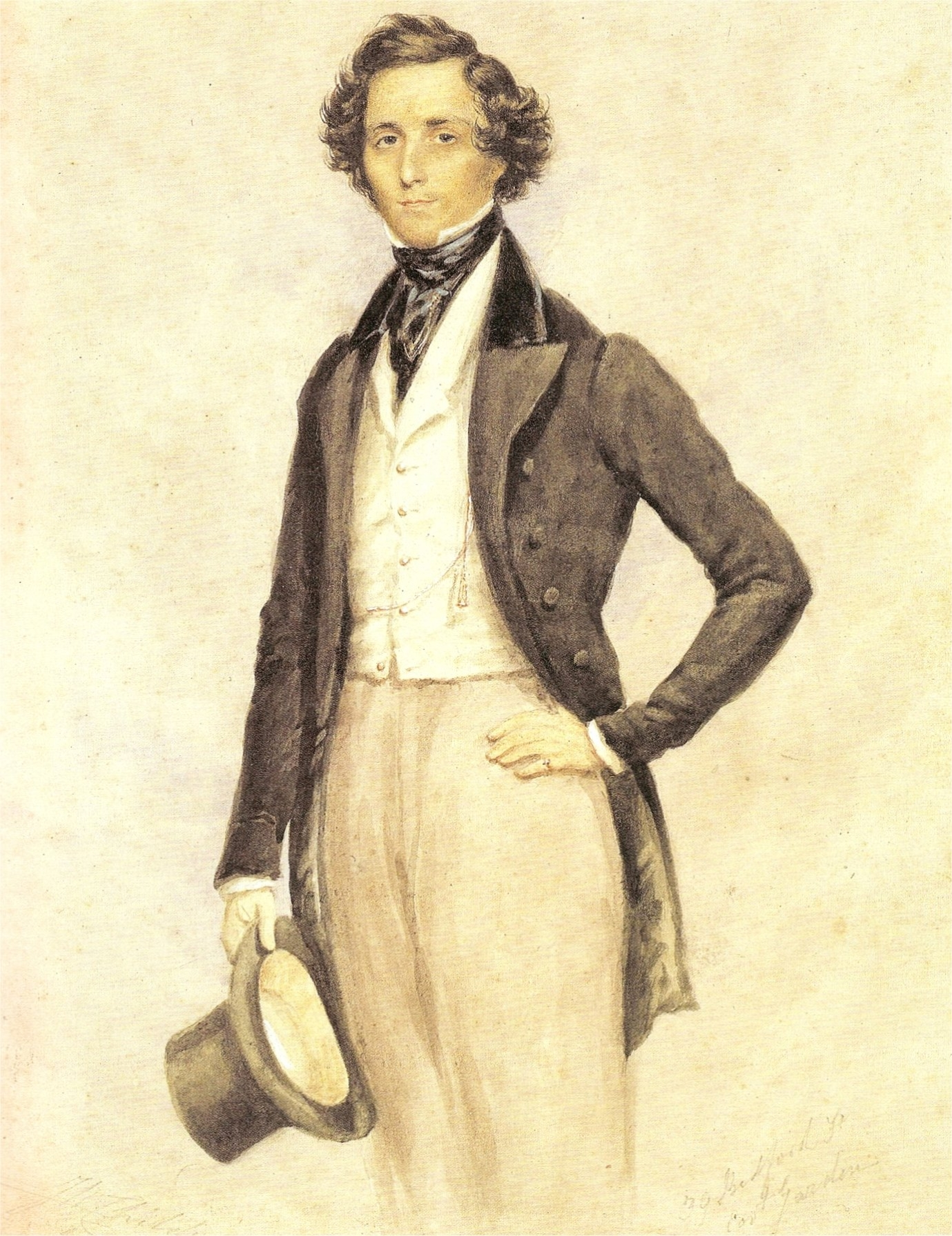
Felix Mendelssohn (1830), aki húszévesen elsőként adta elő ismét a Máté passiót

A Máté passió néhány egyszerű négyszólamú (cantional-szerkesztésű) korálfeldolgozása fellelhető a Carl Philipp Emmanuel Bach által közreadott korál gyűjteményekben. Ő maga apja más műveiből származó néhány tétel mellett átvett három korált és hét kórustételt a Máté-passióból a saját Passio-Pasticciójához, amelyet 1769 és 1787 között Hamburgban többször előadtak.
1829-től Bach-reneszánsz kezdődött a Máté-passió Bach halála utáni első újraelőadásával egy majdnem felére rövidített verzióval, amelyet a közel százötven énekesből álló berlini Sing-Akademie, néhány héttel később pedig Frankfurt am Mainban a Cecília Egyesület adott elő Felix Mendelssohn-Bartholdy vezényletével. Leginkább áriákat és korálokat hagytak el a drámai részek kedvéért, néhány tételt áthangszereltek, ám a szöveget, Zelter előadásaitól eltérően, nem írták át. Mendelssohn számára Bach eredeti partitúrájának egy másolata szolgált alapul. Ő maga kísérte a recitativókat kalapácszongorán, mert orgona nem állt rendelkezésre. A mű első nyomtatott kiadására 1830-ban, a Schlesinger kiadónál került sor. 1829 után Bach műveit minden évben játszották koncerten 1840-ig, ezután rendszertelenül. A mű sorsa a 19. század folyamán a továbbiakban meglehetősen viszontagságos volt és cseppet sem mondható folyamatosnak. Mendelssohn elkötelezettsége Bach zenéje iránt széles körben tudatosította jelentőségét, és hozzájárult a lipcsei Bach-Gesellschaft 1850-es megalapításához. A 19. század végétől a Máté-passió a városi polgárság koncertprogramjainak állandó részévé vált, bár szimfonikus hangzásideál alakult ki. Az egész 19. század folyamán óriási méretű együttesek adták elő, 300-400 zenésszel. Először 1912-ben szólalt meg a rövidítetlen változat, amely mára általánossá vált.
1921-ben Feruccio Busoni egy szcenírozott előadást javasolt a Máté passióból, miután Edward Gordon Craig angol rendező 1914-ben első ízben tervezett egy színpadi változatot, mely azonban az első világháború kitörése miatt nem valósulhatott meg. Busoni szerint a cél érdekében az áriákat nagyrészt törölni kellett volna, mivel ezek a „cselekményt oda nem illő módon föltartóztatják és […] megszakítják”. A színpadképet a Piscator-féle színpadhoz hasonlíthatóan kétszintűnek tervezte, hogy több esemény megjeleníthető legyen egyidejűleg, középen egy szószékkel és a kórus számára egy-egy gótikus katedrálissal mindkét oldalon. 1930-ban Max Eduard Liehburg egy forgatókönyvet adott ki Bach két nagy passiójának színpadi változatából, amelyekhez három síkot tervezett. Ezekből a tervekből azonban semmi nem valósult meg. John Neumeier a Máté passiót 1981-ben balett formájában mutatta be Hamburgban, ennek koreográfiáját iránymutatónak tartják.
A 20. században számos rendkívül különböző hangfelvétel készült híres karmesterekkel és előadóművészekkel (modern előadásban: Wilhelm Furtwänglerrel, Karl Richterrel, Otto Klempererrel, Rudolf Mauersbergerrel, Peter Schreierrel, Helmuth Rillinggel, Solti Györggyel, Enoch zu Guttenberggel és historikus előadásban: Nikolaus Harnoncourttal, Gustav Leonhardttal, Ton Koopmannal, John Eliot Gardinerrel, Philippe Herreweghével, Masaaki Suzukival). Az interpretációs lehetőségek széles skáláját mutatják be a hagyományos együttestől a romantikus hagyományon alapuló monumentális felfogásig, illetve a historikus előadásmód szellemét követő kisegyüttesig. Az 1980-as években történt kísérletek, hogy a passióelőadást visszaállítsák a liturgikus istentisztelet keretei közé, csupán egyszeri próbálkozások maradtak.

## A mű felépítése
A monumentális dramatikus-epikus mű impozáns sztereofón hatása a kettős kórus és -zenekar révén bontakozik ki, melyen belül a kórusok gyakran párbeszédet folytatnak egymással. A mű mindkét részét keretezi egy-egy nagy nyitó- és zárókórus, melyek közül kiemelkedik a lenyűgöző és egyedülálló nyitókórus. Köztük sokféle, átlátható terjedelmű, elmélkedő ária található, melyek Jézus szenvedését fejezik ki érzékletesen. A recitativók, áriák és kórusok közé korálok épülnek be, melyek a cselekmény dramaturgiai csúcspontjaira vonatkoznak. Központi szerepet tölt be Paul Gerhardt korálja, az O Haupt voll Blut und Wunden, amely különböző harmonizálással és strófákkal összesen ötször hangzik el a műben, és annak zárt szerkezetet biztosít.
A mű a valamivel rövidebb első részből, amely a zsidó főtanács gyilkossági tervéről, Jézus bethániai felkenéséről, az utolsó páskavacsoráról és a Gecsemáné kertben való elfogatásról szól, valamint a terjedelmesebb második részből áll, amely a zsidó tanács előtti kihallgatásról, Péter árulásáról, Pilátus büntetéséről, Jézus megszégyenítéséről, keresztre feszítéséről, haláláról és temetéséről számol be. A két rész között hangzott el Bach idejében a körülbelül egyórás prédikáció.
Picander művét címfeliratokkal tizenöt jelenetre osztja, míg a passiótörténet hagyományosan ötrészes felosztásból indul ki: kert, papok, Pilátus, keresztre feszítés és temetés. Noha Bach Máté-passiójában még felismerhetőek ilyen jelenetek, az egységes szerkezetből kifolyólag a háttérbe húzódnak. Bach maga ezzel a felirattal látta el passióját a kézirat-tisztázati címlapján (1740-ben): „Passio Domini Nostri J. C. Secundum Evangelistam Matthaeum Poesia per Dominum Henrici alias Picander dictus Musica di G. S. Bach Prima Parte“ (A mi Urunk, Jézus Krisztus szenvedése Máté evangélista szerint, Henrici úr avagy Picander költeményére, J. S. Bach zenéjére, első rész) és a második részt „Passionis D. N. J. C. secundum Matthaeum a due Cori Parte Secunda“ (A mi Urunk, Jézus Krisztus Máté szerinti szenvedésének második része, két kórusra).
Máté evangéliumából vett folyamatos bibliai szöveget Bach huszonnyolc jelenetre bontja, melyet korálok és szabad versek szakítanak meg azért, hogy ily módon az időt megállítsák, és áthidalják a távolságot az egykori szenvedéstörténet és a hallgatóság jelenkora között. Bach a Máté-passióban ugyanazokat a formai elemeket alkalmazza, mint a János-passióban és oratóriumaiban (Karácsonyi Oratórium, Mennybemeneteli Oratórium és Húsvéti Oratórium). A terjedelem és a sok elbeszélő jelenet miatt mindazonáltal nagyobb hangsúly esik az epikai jellegre.
Gyakran kulcsszavak kötik össze a bibliai szöveget az áriákkal és a korálokkal, így nincs az a benyomásunk, hogy a mű egyedülálló számok sora, mint a zártszámos opera, hanem egy zárt egész, melyben egy cselekménysor bontakozik ki. Másrészt hidat képeznek a jelenkorhoz. Így válaszol a 16. sz. korál a tanítványok ijedt kérdésére az árulóról („Herr, bin ich’s?” – „Én vagyok-é az, Uram?”): „Ich bin’s, ich sollte büßen” – „Én vagyok az, bűnhődnöm kellene”, és ezzel a hallgatóra vonatkoztatja a választ. Hasonló módon Jézus felszólítja a fáradt tanítványokat: „bleibet hie und wachet mit mir!“ – „maradjatok itt, és virrasszatok énvelem“ (24. sz.) melyre az azt követő recitativo („wie gerne blieb ich hier!” – „míly szívesen maradnék itt!”) és a 26. sz. ária („Ich will bei meinem Jesu wachen“ – „Én Jézusommal akarok virrasztani”) válaszol a hívő nevében, miközben a második kórus így keretezi a tételt: „so schlafen unsre Sünden ein” – „így alusznak el bűneink”. A 30. sz. recitativo utolsó szavai után, hogy tudniillik a szenvedésben is az ő mennyei atyjának akarata teljesüljön: („so geschehe dein Wille” – „legyen meg a te akaratod”), a 31. sz. korál következik: „Was mein Gott will, das g’scheh allzeit, sein Will, der ist der beste” – „Amit Isten akar, legyen meg mindig, az ő akarata a legjobb”, amely a gyülekezetet ugyanolyan bizalomra buzdítja. A gúnyolódó kérdést „wer ist’s, der dich schlug?” – „kicsoda az, aki ver téged?” a  44. sz. korál visszhangozza: „Wer hat dich so geschlagen“ – „Ki vert úgy meg téged”. Mikor Pilátus Jézus nyilvánvaló ártatlanságára utalva felteszi a kérdést: „Was hat er denn Übles getan?” – „De mi rosszat cselekedett?”, az 57. sz. accompagnato adja meg a választ: „Er hat uns alles wohlgetan…” – „Ő nekünk csak jót tett…”, és példaképpen felsorol néhány jócselekedetet, hogy ezzel a végkövetkeztetéssel zárja a „Sonst hat mein Jesus nichts getan” – „Mást az én Jézusom nem tett”. Jézus katonák általi megkínzását („und schlugen damit sein Haupt“ – „és [a nádszálat] a fejéhez verdesik vala“) a 63. sz. korál követi: „O Haupt voll Blut und Wunden“ – „Ó vérrel és sebekkel borított fő”.

## Zenei formák
A librettó három különböző szövegfajtája mindig saját kompozíciós formában találja meg külső alakját: A bibliai szövegek képezik a szövegi alapot a recitativókban és a bibliai szöveget hordozó kórusokban, és a drámai eseményeknél szerepelnek. A bibliai szöveg funkciója az elbeszélés (narratio). Költött szövegeket találunk a recitativo accompagnatókban, amelyek a történéseket elmagyarázzák és teológiailag értelmezik (explicatio), miközben az áriákban és a szabad kórusokban elmélkedés és személyes átélés megy végbe (applicatio). A népénekszövegeket Bach a kórusoknak írt korál-kórusokban alkalmazza, amely a közösség számára mintegy összegző megerősítésként, és előre megfogalmazott válaszaként szolgál.1 Részletesebben megvizsgálva a Máté-passióban a következő zenei formák találhatóak meg:
- Recitativo secco: A passió gerincét a recitativók képezik, amelyekben az evangélista a bibliai szöveget szó szerint elmondja. Régi egyházi hagyomány szerint tenor énekli. Bach az elbeszélő bibliai szövegeket secco recitativóként dolgozza fel, amelyek tehát csak a continuo csoport kíséretével és minden további hangszeres kíséret nélkül szólalnak meg. Rendszerint szillabikusan zenésíti meg az evangélista szövegét; a jelentőségteljes szavaknál azonban melizmákat alkalmaz, melyek a közlést szemléletessé teszik, így például a „gekreuzigt” (megfeszített) a 2. sz.-ban, az „bauen” (felépíteni) a 33. sz.-ban, és a „weinete” (sírt) a 38. sz.-ban. Szemben a János-passióval a recitativók kevésbé hangfestőek és csak ritkán találhatóak bennük melizmatikus figurák. A bibliai szövegben szereplő élőbeszéd meghatározott szólóhangokhoz, a szólistákhoz rendelődik hozzá, akik drámai szereplőkként lépnek fel.
- Arioso: Jézus szavai nem „secco” kísérettel vannak megkomponálva, hanem ünnepélyes vonósnégyes-kísérettel. Ezáltal ezek kiemelkednek az evangélista tudósítása és az egyes szereplők megszólalásai közül, amelyek csak egyszerű continuo kísérettel vannak ellátva. A dicsfény hatását kelti, és megtestesíti az isteni jelenlétet.
- Turba („nép”, „lárma”): Emberek csoportjait a turba-kórusok jelenítik meg, amelyeket Bach hatásosan mintegy drámai csúcspontokként alkalmaz. A Máté passióban a turbák tizenkilenc alkalommal szakítják meg a recitativót, ebből tizenhárom alkalommal nyolcszólamú letétben. A turbák akkor kerülnek sorra, ha a bibliai elbeszélt szövegben emberek csoportjai beszélőkként lépnek színre, legyenek ezek a tanítványok, katonák, papok, vagy akár a tömeg. Zeneileg ezek a kórusok nagyon különböző megformálásúak. Miközben a 71. sz. („Der rufet dem Elias” – „Illést hívja” és „Halt! laß sehen” – „Állj! hadd lássam”) homofón szerkesztésű, addig a legtöbb kórustétel virtuóz polifóniájú motetta stílusban (stile antico) íródott. Egyetlenegy alkalommal teljesen unisono kórusrész hallható, amikor hitvallásszerűen idézik Jézus bibliai szövegét: „Ich bin Gottes Sohn” ( 67. sz.). Egyes turbák, mint a két „Laß ihn kreuzigen” kórus („Feszítsd meg” 54. és 59. sz.) bővített hangközeivel, disszonanciáival és kifejező harmóniáival a zeneileg akkoriban elgondolható legvégső határig elmegy.
- Recitaivo accompagnato: A hangszerekkel kísért recitativo accompagnato közbülső állomást jelent a recitativo (secco) és az ária között, nagyon közel áll az ariosóhoz és motivum-accompagnatónak ill. „motivikus accompagnatónak” is nevezik. Legtöbbször az accompagnatón ostinatószerűen végigvonul egy folytonosan ismétlődő figura. A Máté passióban tíz alkalommal szolgál felvezetésül a következő áriához, és előkészíti annak érzelmi affektusát és gondolati tartalmát. A 77. sz.-nak más a szerepe, egyesíti a négy szólistát a zárókórus előtt, hasonlóan egy opera fináléjához. Az accompagnatók nem bibliai, hanem költött szövegre íródtak. A hangfaj nincs megkötve, de mindig azonos a rákövetkező áriáéval. Hangszerelése és zenei formája különösen sokféle. Másik hangnembe is modulálhat (9., 25., 57., 60., 65., 77. sz.).
- Áriák: zenei és teológiai értelemben a tizenöt ária képezi a passió érzelmi csúcspontjait, amelyek költött szövegeken alapulnak. A drámai cselekménysor leáll, hogy bátorítson és vigaszt nyújtson, vagy fölszólítsa a hallgatót, hogy a történéseket személyesen magára vegye, és morális szinten reflektáljon rájuk. Két ária tenorra, három szopránra, négy basszusra és öt altra íródott. A 33. szám duett, a 26., 33., 36. és 70. szám kórusbetoldásokkal megkomponált tételek. Az első rész négy, kórusbetoldások nélküli áriája (10., 12., 19., 29. sz.) az A-B-A sémát követő egyszerű da capo ária, míg a második részben csak a 61. sz.-ban szerepel da capo utasítás, a többi nyolc áriában az A-rész minden esetben egyedileg módosul, vagy pedig a teljes ária végigkomponált.
- Korálok: Ezek az énekeskönyv hagyományos passiódallamain alapulnak, amelyeket Bach négyszólamú cantionál-letétben harmonizált meg. A tizennégy korált bizonyosan nem énekelte akkoriban a kórussal együtt a gyülekezet, de a passiódallamok állandó repertoárjába tartoztak, és az egykori történések érvényét teszik nyilvánvalóvá a mai hallgató számára is. Nem tartoznak közvetlenül a folyamatos cselekményhez, hanem az egész gyülekezet számára szolgálnak az üdvtörténetbe vetett hit objektív kifejezésére, míg az áriák inkább a hallgatók szubjektív, egyéni átélését jelenítik meg. A korálok szólamvezetése elegáns, miközben a súlyos tartalommal rendelkező szavaknak a disszonáns harmóniák közvetlen kifejezést kölcsönöznek. A négyszólamú cantionál-letétek (S A T B) colla parte játszó hangszereket alkalmaznak, és a Bachra jellemző átmenő- és váltóhangok használatában különösen gazdagok. A 25. sz. ariosót („O Schmerz!”) Bach egy korállal („Was ist die Ursach”) kombinálja.
- Szabad kórustételek: A Máté-passióban hat madrigálszerű kórusbetét szerepel „Sion leányai” allegórikus szereplők (I. kórus) és a hívők közössége számára (II. kórus). A kettőskórusos bevezető tételben a két kar párbeszédet folytat egymással. A 33. sz. „Sind Blitze, sind Donner” hosszú szeptimakkord-láncolatával, szokatlanul hangközugrásaival, szűkített szeptim akkordjaival és szédítő tempójával dühkitöréshez hasonlítható. Az első rész az „O Mensch, bewein dein Sünde Groß” nagyszabású motettikus stílusban szerkesztett korálfeldolgozással zárul (35. sz.), amelyben a koráldallamot az in ripieno szoprán erősíti. A passió egy rondószerű altatódallal zárul „Wir setzen uns mit Tränen nieder” (78. sz.) ringató ¾-es ütemekben. Két további szabad kórusbetét található a 26. sz.-ban („Ich will bei meinem Jesu wachen”) és a 70. sz.-ban („Sehet, Jesus hat die Hand”).

## Hangszerelés, előadóapparátus
A mű szólistákra, osztott zenekarra és két, négyszólamú kórusra – mindkettőben szoprán, alt, tenor, basszus énekhangra – íródott. A fafúvós hangszerek közül előír két fuvolát (helyettük a 25. sz.-ban két bolckflötét), két oboát (helyettük oboa da cacciákat a 25., 57/58., 69/70., 75. sz.-ban és oboa d’amorékat a 18/19., 35., 36., 46. sz.-ban), a vonós hangszerek közül két hegedűszólamot, brácsát, viola da gambát (a 40/41., 65/66. sz.-ban a korai változatban lant szerepel helyette), continuo csoport gyanánt csellót, nagybőgőt és basso continuo orgonát. Vitatott, hogy szerepelt-e a continuo csoportban fagott. A rézfúvós hangszerek alkalmazását nem tartották a passiómegzenésítéshez illőnek, és Bach passióiban sem szerepelnek. Ma a két együttest gyakran egymás mellett, kettős kórusként és -zenekarként állítják fel, ráadásul a szólisták anyagi okokból mindkét együttesben besegítenek.
Nem világos, hogy Bach az első változatban térben elkülönített felállítást képzelt-e el a párbeszédes szerkezet érzékeltetésére. Csak 1736-ban választotta szét teljes mértékben a két együttest. Egy Tamás-templombeli templomszolga, J. C. Rost, feljegyzése elárulja, hogy a művet 1736-ban „két orgonával” adták elő. A kis „fecskefészekszerű” keleti karzaton ennél az előadásnál csak a fiúszoprán-kórusnak volt hely, ezért mindkét kórusnak és a kettős zenekarnak a Tamás-templom nyugati főkarzatán kellett játszania, illetve énekelnie. Hogy Bach 1740-ben a második continuo orgonát csembalóra cserélte, szükségmegoldásként értelmezik. Abban az évben ugyanis a második orgonát lebontották. Fel kell tételeznünk, hogy Bach ilyen nagy előadóapparátusnál a kórusénekesek mellett – akiknek részben hangszeren is kellett játszaniuk – egyetemistákat, városi zenészeket, saját családtagjait, és zenekedvelőket is igénybe vett. A mai előadói és elhelyezési gyakorlat karmesterenként jelentősen különbözhet. Ráadásul a művet alkalmanként le is rövidítik, például ha nem áll rendelkezésre gambajátékos, és azt a zenekar vezetőjének elképzelése szerint egy cselló nem helyettesítheti megfelelően.
Az 1736-os változat tisztázatában a koráldallamok az 1. és 25. tételben piros tintával és szöveg nélkül vannak lejegyezve. A későbbi másolatok pótlólagosan egy megszövegezett „soprano in ripienót” is előírnak. A ripieno-szólamot a modern előadói gyakorlat szerint fiúkórussal énekeltetik (eltérően a két kórus női szólamaitól), amely azonban nem egyezik meg Bach eredeti elképzelésével, aki a templomban eleve is kizárólag fiúszopránokat (ill. a szopránra és altra falzett férfiszólamokat) alkalmazott.8 Az 1727-ből származó első változat szerint ezt a szólamot orgona játssza.
A Máté passió – a recitativókban és áriákban alkalmazott szólistákat (szoprán, alt, tenor, basszus) kivéve – a következő szóló-szerepekből áll:
- Evangélista – tenor
- Jézus – basszus
- Két szolgálólány (45. sz.), Pilátus felesége (54. sz.) – szoprán
- Két tanú (39. sz.) – alt és tenor
- Simon Péter (22. és 46. sz.), Iskarióti Júdás (17. és 49. sz.), főpap (39. és 42. sz.), két pap (50. sz.), Pilátus (52., 54., 56., 59. és 76. sz.) – basszus

Gyakran csupán hat „valódi” szólistát alkalmaznak (a négy áriaénekesen kívül az evangélistát és Jézust) és a fennmaradó szólókat (az ún. szólóbeszélők szólamait) a kórustagok adják elő. Alkalmanként az evangélista énekli a tenoráriákat is. Az áriákat Bach mindig a két énekegyüttes közül (I. kórus vagy II. kórus) az egyikhez rendeli. Már 1920-ban Arnold Schering is abból indult ki, hogy Bachnak rendszerint tizenkét énekes állt rendelkezésére. Azonban csak a régizene-mozgalom követte ezt a kezdeményezést. Legkésőbb Philippe Herreweghe 1985-ös első Máté-passió felvétele az a pont, amióta gyakorlattá vált a 12–20 énekesre redukált kórusapparátus alkalmazása. Újra fellángolt az előadói apparátusra vonatkozó kérdés, elsősorban Andrew Parrottnak köszönhetően, aki Rifkinhez csatlakozva azt az álláspontot képviseli, hogy a kantáták és a nagy vokális művek Bach idejében nem egy mai értelemben vett kórussal, hanem rendszerint szólamonként egy-egy énekessel szólaltak meg, és azokat csak ritkán erősítették meg „ripienisták”. A historikus előadói gyakorlat más képviselői, többek között Ton Koopman, vitatják ezt az elméletet, és továbbra is kis kórust alkalmaznak.

## Szövegforrások
A szöveg Máté evangéliuma 26. és 27. fejezetének Luther Márton-féle fordításán, a madrigál-jellegű darabokban pedig (áriák, arioso-részek és szabad kórusok) Christian Friedrich Henrici (Picander) versein alapszik, és ehhez jönnek még a passió-korálok. A 36. sz. alapja egy további bibliai idézet (Énekek éneke 6,1 [5,17] Luther-féle fordítása). A kutatók megegyeznek abban, hogy Bach maga is beleszólt a szöveg kialakításába.
Bizonyára ő maga is választott ki korálokat, amelyek Picander Ernst-Schertzhaffte und Satyrische Gedichte (2. köt., Lipcse, 1729) c. versgyűjteményéből hiányoznak. Picander maga verseinek közel a felében Heinrich Müller passióprédikációihoz nyúlt vissza, akit Bach láthatóan nagyra becsült, s akinek prédikációiból könyvtárában öt kötet is megvolt.
A korálok a 16. és 17. századból származnak. Az összesen tizenötből nyolc dalstrófa Paul Gerhardttól származik.
- O Lamm Gottes unschuldig“, Nikolaus Decius (1531), 1. vsz. az 1. sz.-ban (cantus firmus)
- „Herzliebster Jesu“, Johann Heermann (1630), 1. vsz. a 3., 3. vsz. a 25. (II. kórus a Tenor-recitativóban), 4. vsz. az 55. sz.-ban
- „O Welt, sieh hier dein Leben“, Paul Gerhardt (1647), 5. vsz. a 16., 3. vsz. a 44. sz.-ban
- „O Haupt voll Blut und Wunden“, Paul Gerhardt (1656), 5. vsz. a 21., 6. vsz. a 23., 1. és 2. vsz. a 63., 9. vsz. a 72. sz.-ban
- „Was mein Gott will, das g’scheh allzeit“, Markgraf Albrecht von Brandenburg (1547), 1. vsz. a 31. sz.-ban
- „O Mensch, bewein dein Sünde groß“, Sebald Heyden (1525), 1. vsz. a 36. sz.-ban
- „In dich hab ich gehoffet, Herr“, Adam Reusner (1533), 5. vsz. a 38. sz.-ban
- „Werde munter, mein Gemüte“, Johann Rist (1642), 6. vsz. a 48. sz.-ban
- „Befiehl du deine Wege“, Paul Gerhardt 1653, 1. vsz. az 53. sz.-ban

## Szimbolika és jelentés
A Máté-passióban Bach sokféleképpen használja a kortársai által is jól ismert zenei szimbólumokat. Így van ez a recitativóknál, amelyekben Jézus ariosószerűen elhangzó szavait minden esetben tartott vonósakkordok kísérik, ezáltal az istenit szimbolizálva. A többi szereplőt ellenben csupán generálbasszus kíséri. Csak akkor némulnak el a vonós hangszerek, amikor Jézus Istentől való elhagyatottságát panaszoló utolsó szavai elhangoznak a kereszten.
Bach bibliamagyarázónak bizonyul, akinek kompozíciója teológiai kérdésekre reflektáló „hangzó prédikációként”(praedicatio sonora) értelmezhető. Az áriák ma zsúfoltnak ható, képgazdag kifejezésmódja valószínűleg a pietizmusra vezethető vissza, mely azonban vallás-fenomenológiai hasonlóságokat mutat a lutheri ortodoxia kései időszakával és így a kettő, a lutheri ortodoxia és a pietizmus nem könnyen határolható el egymástól. Bach terjedelmes teológiai könyvtára ötvenkét kötetet foglalt magában, ami Bibliák és Luther művei mellett a lutheri ortodoxia és a pietizmus terjedelmes dalgyűjteményeit és teológiai erkölcsnemesítő irodalmát is tartalmazta.
Míg az I. kórus Sion leányait szimbolizálhatja, addig a II. a hívők kórusa, ahogy maga Picander szövegkiadásában jelzi. A két kórus szerepe a hat madrigálszerű darabban eltér egymástól. Az I. kórus a passió-elbeszéléshez áll közel és azt magyarázza, míg a II. kórus a hallgató jelenére irányul és kérdéseket tesz fel. Különösen nagy a nyitókórus súlya, amely a mű teljes teológiai és zenei üzenetét összegzi, valamint kifejezi a vádat, a gyászt és a bűntudatot, de egyúttal az isteni szeretet és türelem elmélyült szemlélésére is felszólít. Az egyenletesen lüktető basszus, az e-moll hangnem, a 12/8-os tombeau-ritmus, mind a tétel komolyságát húzza alá. A sűrű polifóniát és a kétkórusos felrakást még egy kiegészítő szopránszólam („in ripieno”) is fokozza, mely a zenei szövetet megkoronázó „O Lamm Gottes unschuldig” korállal emlékezetünkbe idézi Krisztus szenvedésének üdvözítő tanát, Jézusét, aki ártatlan halálával az emberek bűnét magára vette. Sion, illetve Jeruzsálem leányai az Énekek énekéből ismertek és nagy szerepet játszanak a keresztény menyasszonymisztikában. A passiótörténés vágyát és vigaszát személyesítik meg, a második rész elején (36. sz.) pedig egy szó szerinti idézettel (Énekek éneke 6,1 [5,17] Luther-féle fordítása) jelennek meg. Az egészre nézve egyes részmozzanatok megszemélyesítéséről van szó, melyek a dramatizálás szolgálatában állnak, szerepük mindenekelőtt reflektív.
Visszanyúlva Jézus szenvedéstörténetének régi teológiai értelmezési hagyományára, nem a zsidók vagy egyes személyek jelennek meg, mint Jézus szenvedéseinek okozói. „Nincsenek sem egyértelműen jó, sem egyértelműen rossz főszereplők, sokkal inkább minden ember egyformán bűnös. A tanítványok, Júdás, Péter csak szimbolikus képviselői általános emberi magatartásformáknak” (idézet Bartelmus nyomán). Így már a nyitókórus sem csak arra szólítja fel a hallgatót, hogy szemlélje Jézus szenvedéseit, hanem egyúttal arra is, hogy tudatosítsa magában saját bűneit: „Seht den Brautigam […] seht auf unsre Schuld” (Nézzétek a Vőlegényt […] nézzetek bűneinkre). Jézus éberségre való felszólítása nyomán a 25. sz. accompagnato a hallgató lelkiismeretét szólítja meg: „Ach! meine Sünden haben dich geschlagen; ich, ach Herr Jesu, habe dies verschuldet, was du erduldet.” (Ó az én bűneim sújtottak téged. Én voltam, ó Uram Jézus, aki mindezt elkövette, amit elszenvedtél!) Jézus Péter általi megtagadását, majd Péter ezt követő bűnbánatát kommentálja a 47. sz. ária: „Erbarme dich, mein Gott, um meiner Zähren willen” (Irgalmazz nekem Istenem, könnyeimért). Jézus halálának kimondására („und verschied” – „és eltávozott”) a 72. sz. korál („Wenn ich einmal soll scheiden, so scheide nicht von mir” – „Ha egyszer el kell távoznom, ne távozz el tőlem”) reflektál, hogy saját halálunk órájában Isten támogatását kérjük. A történelmi üzenet szemlélődő aktualizálása¸ akárcsak a János-passióban, itt sem az időhorizontok misztikus összeolvadásának vagy a hallgatók érzelmi megrendítésének segítségével, hanem a bibliai szavak áhítatos szemlélése és átélése útján történik.
A szenvedés legmélyebb magyarázatát adja a szemlélődő „Aus Liebe” ária (58. sz.), mely a korábbi változat szimmetrikus szerkezetében központi szerepet kapott. A bensőséges kapcsolatot az Üdvözítő és a hallgató istenfélő énje között Jézus szeretetből önként vállalt áldozati halála alapozza meg. A barokkfuvolával, két oboa da cacciával való, continuo nélküli („Bassettchen”) gyengéd hangszerelés, és az előjegyzés nélküli a-moll hangnem az ária tiszta, angyali jellegét emeli ki, valamint Jézus mennyei szeretetét és ártatlanságát szimbolizálja. A kontraszt már nem is lehet nagyobb a következő „Laß ihn kreuzigen” (59. sz.) kórussal, amely a különben azonos 54. sz. kórustételhez képest még egy egész hanggal feljebb van. A tömeg féktelen haragja a kereszt előjegyzések halmozásával tovább fokozódik, egészen a Cisz-dúr zárásig, amelyben hét kereszt van. Egy fúgaexpozíció következetes polifóniájában az egyes szólamok, ahogy a basszustól a szopránig egymást követve belépnek, „mintegy törvényszerű megfogalmazással, könyörtelen szigorral a legfőbb büntetést” (idézet Platentől) követelik. Az affektust kihangsúlyozza a dallamvezetés keresztmotivikája, a szinkópák, és a szűkített kvart- és kvintugrások (a tritonus a „diabolus in musica” képviselője).
Bach zenét és szöveget a zenei retorika szellemében kapcsol össze. A barokkban általánosan elterjedt „affektustan” elméletére támaszkodva egy mű alapvető jellegét a zenei forma, a tempó, a dinamika, a hangnemtípus, a ritmika és a hangszerelés határozza meg, míg az egyes szavak jelentését retorikai figurák fejezik ki zeneileg. Így a 10. sz. áriában a „Buß und Reu” [„Vezeklés és bűnbánat”] szavaknál a saltus duriusculus („kemény ugrás”) és a passus duriusculus („kemény menet”) játszik szerepet, hogy a meglepően disszonáns, bővített hangközugrások révén a lelki gyötrelem hallhatóvá váljék. Az „äußert und kam auf Erden” [„elhagyta, s a földre jött”] szavaknál a 35. sz.-ban Bach a dallamot egy decima ambituson át vezeti lefelé, míg a generálbasszus 15 hangot lép lefelé, hogy ne csak Krisztus mennyből való alászállását, hanem egyszersmind az ő lealacsonyodását, megaláztatását is szemléltesse. A circulatio körkörös dallammozgása a „gefangen” [„fogva”] szónál a 33. sz.-ban, illusztrálja Jézus mozdulatlanságát az ő elfogatásában, amit átkötött hangok láncolata is kiemel. Az ellentétes ritmikai karakter a „Geduld” áriában (41. sz.) kijelöli a hypotyposis két, egymással kontrasztáló figuráját. A „Geduld” [„türelem”] szót Bach itt egy nyugodt, nyolcadmozgású kísérettel, illetve egy átkötött és késleltetés által visszatartott dallammal fejezi ki; a „falsche Zungen stechen” [„hamis nyelvek szurkálnak”] szöveg kíséretét azonban heves pontozással látja el.
Az egyenlőtlen temperálású hangolás [az úgynevezett „wohltemperierte Stimmung”] a barokkban különböző mértékben tisztán hangzó hangnemekhez vezetett, amiből egy hangnem-tipológia fejlődött ki, hozzárendelve a különböző hangnemeket a különféle affektusokhoz. Így a Bach-kortárs Johann Mattheson szerint az e-moll „tieffdenckend / betrübt und traurig […] doch so / daß man sich noch dabey zu trösten hoffet“ [„mélyen gondolkodó / bánatos és szomorú […] mégis úgy, / hogy az ember amellett vigaszt remél”] (vö. „Kommt, ihr Töchter, helft mir klagen“ nyitókórus és az 58. sz. „Aus Liebe will mein Heiland sterben“), a G-dúr „ist so wol zu serieusen als munteren Dingen gar geschickt“ [„komoly és vidám dolgokhoz is nagyon jól illik”] (vö. 19. sz. „Ich will dir meine Herze schenken“) és a h-Moll „ist bizarre, unlustig und melancholisch“ [„bizarr, kedvetlen és melankolikus”] (vö. 30. sz. „Ach! nun ist mein Jesus hin!” és 47. sz. „Erbarme dich“), a c-Moll pedig „ist ein überaus lieblicher dabey auch trister Tohn” [„rendkívül bájos és emellett szomorú hangú is”] (vö. „Wir setzen uns mit Tränen nieder” zárókórus).
Számos elemzés vél a passióban különösen egyértelmű számmisztikus elemeket felismerni, de ezeknek legalább egy része véletlenen alapulhat. Így a földrengésjelenetben (73. sz.) a százkilencven harmincketted kitörés a continuóban felosztható három, tizennyolc, hatvannyolc és száznégy hangot tartalmazó csoportra, amik megfelelnek azon zsoltárok számának, amelyekben földrengésről esik szó: Zsolt 18,8; Zsolt 68,9 és Zsolt 104,32. Jézus összesen 365 szavát a Máté evangélium lezárására való utalásként magyarázzák, ahol Jézus megígéri a tanítványainak, hogy „minden nap” velük lesz (Mt 28,20). Úgy találják, hogy a tizennégy korálban, huszonnyolc (2x14) bibliai szakaszban és huszonnyolc Picander-költeményben Bach nevére való utalást fedezhetünk fel, neve betűinek összege ugyanis tizennégy (A=1, B=2, C=3, H=8). Feltételezik, hogy Bach a százados beismerésének (73. sz. „Wahrlich, dieser ist Gottes Sohn gewesen“) tizennégy basszushangjával ő maga is a kereszt alá állni és helyeselni akart.
További példa a 15. sz. kórus: a hozzátartozó, megelőző recitativóban Jézus így szól: „Wahrlich, ich sage euch: Einer unter euch wird mich verraten.” – „Bizony mondom nektek: egy közületek elárul engem.” A rákövetkező, izgatott kórusban nagy összevisszasággal tizenegyszer válaszolnak a tanítványok a kérdéssel: „Herr, bin ich’s, bin ich’s?” – „Én vagyok-é az, Uram?” Hogy ez a kérdés pontosan tizenegyszer  ismétlődik – és nem tizenkétszer, ami a jelenlévő apostolok számának megfelelne –, úgy értelmezhető, hogy Júdás, az ő bűnének teljes tudatában, először nem meri urának feltenni a kérdést. Csak a következő recitativóban kérdezi Júdás mégis, tizenkettedikként: „Herr, bin ich’s?“

## A szerkezet áttekintése
A tanulmányban a számok a Bach Werke Verzeichnis számozását követik. Az összehasonlítás kedvéért a második oszlopban a Neue Bach-Ausgabe megfelelő számait tüntettük fel. Az utolsó oszlopban az incipit közli a tételszövegek kezdetét. A különböző zenei formák megfelelnek a jelmagyarázatban megadott színeknek. Összetett formáknál (pl. ária+kórus vagy szabad kórus) a második megfelelő szín is ugyanabban a sorban jelenik meg.